# 小行星5475
小行星5475（英語：5475 Hanskennedy）是一颗围绕太阳公转的小行星。1989年8月26日，罗伯特·H·麦克诺特在赛丁泉山发现了此天体。
这颗小行星的绝对星等为307.8343341188322等。